# Tan-tani vénusz
A tan-tani vénusz Marokkóban, a Draa folyó egyik mellékvölgyében (arabul درعَا, előforduló alternatív írásmódjai: Dra, Draâ, Darha vagy Dara), Tan-Tan település közelében talált idolnak tűnő tárgy. A 6 cm magas kvarcitdarab ember formájú, arc nélkül és nemi jellegek nélkül, ezért teljesen elüt az összes többi vénuszszobrocskától. Egyes régészek természetes eredetűnek gondolják, mások emberi terméknek. Festésnyomok találhatók rajta, ezért ha nem is az emberek faragták, mindenesetre felfigyelhettek az emberi alakra és kultikus tárgyként használhatták. A lelőhely környezete egyébként igen gazdag figurális rajzos ábrázolásokban. Kora 300 000 és 500 000 év közötti, jóval idősebb a Berekhat Ram-i vénusztól.
A „szobrot” 1999-ben a Lutz Fiedler által vezetett német expedíció találta Tan-Tan településtől néhány kilométerre délre, egy sziklaterasz alatt.

## Külső hivatkozások
- Paul Rincon: Oldest sculpture' found in Morocco